# Geometra latirigua
Geometra latirigua là một loài bướm đêm trong họ Geometridae.